# Rokosowo, Tỉnh West Pomeranian
Rokosowo [rɔkɔˈsɔvɔ] (trước đây là Rogzow của Đức) là một ngôi làng thuộc khu hành chính của Gmina Sławoborze, thuộc quận Świdwin, West Pomeranian Voivodeship, ở phía tây bắc Ba Lan. Nó nằm khoảng 5 kilômét (3 mi)   phía bắc Sławoborze, 17 km (11 mi) về phía bắc Świdwin và 95 km (59 mi) về phía đông bắc của thủ đô khu vực Szczecin.
Trước năm 1945, khu vực này là một phần của Đức. Đối với lịch sử của khu vực, xem Lịch sử của Pomerania.
Ngôi làng có dân số 350 người.